# ʿAbd Allāh ibn Ḥudhāfa al-Sahmī
ʿAbd Allāh ibn Ḥudhāfa al-Sahmī (in arabo ﻋﺒﺪ الله ﺑﻦ ﺣﺬﺍﻔـة ﺍﻟﺴﻬﻤﻲ‎?; La Mecca, ... – ...; fl. VII secolo) è stato un Sahaba.
È ricordato dalla tradizione islamica per aver ricevuto da Maometto l'incarico di portare, a mo' di corriere, una missiva del Profeta allo Shāhanshāh sasanide Khusraw Parvez e per aver dovuto patire, all'epoca del Califfato di ʿUmar b. al-Khaṭṭāb (nel 640, equivalente all'anno 19 dell'Egira), la prigione e la tortura inflittegli da Eraclio I, Imperatore bizantino.
La tradizione, che non è avvalorata da alcuna autorevole fonte storica, vuole che Eraclio avesse cercato di convertire in ogni modo ʿAbd Allāh al Cristianesimo, senza però riuscirvi.

Infine l'Imperatore bizantino avrebbe fatto liberare il musulmano e altri suoi correligionari detenuti quando ʿAbd Allāh acconsentì a baciare la fronte di Eraclio.
Fu lodato per il suo comportamento dal califfo e sua figlia, Ḥafṣa, sposò più tardi il figlio di ʿAbd Allāh, Khumays, che morì a Badr (623).